# Liste der Kulturgüter in Grossaffoltern
Die Liste der Kulturgüter in Grossaffoltern enthält alle Objekte in der Gemeinde Grossaffoltern im Kanton Bern, die gemäss der Haager Konvention zum Schutz von Kulturgut bei bewaffneten Konflikten, dem Bundesgesetz vom 20. Juni 2014 über den Schutz der Kulturgüter bei bewaffneten Konflikten sowie der Verordnung vom 29. Oktober 2014 über den Schutz der Kulturgüter bei bewaffneten Konflikten unter Schutz stehen.
Objekte der Kategorie A sind im Gemeindegebiet nicht ausgewiesen, Objekte der Kategorie B sind vollständig in der Liste enthalten, Objekte der Kategorie C fehlen zurzeit (Stand: 15. Februar 2024). Unter übrige Baudenkmäler sind geschützte Objekte zu finden, die im Bauinventar des Kantons Bern als «schützenswert» verzeichnet sind.

## Kulturgüter
| Foto |                                                                                       | Objekt                                                     | Kat. | Typ | Standort                             | Beschreibung |
| ---- | ------------------------------------------------------------------------------------- | ---------------------------------------------------------- | ---- | --- | ------------------------------------ | --- |
| BW   | Datei hochladen · Wikidata zu Eisenzeitliche Grabhügel (Q29652107)                    | Eisenzeitliche Grabhügelgruppe KGS-Nr.: 00921              | B    | F   | Aeschertenwald 593650 / 211650       | Gruppe von 21 Grabhügeln aus der Hallstattzeit. |
| BW   | Datei hochladen · Wikidata zu Eisenzeitliche Grabhügel. (Q29652110)                   | Eisenzeitliche Grabhügelgruppe KGS-Nr.: 00922              | B    | F   | Chaltbrünnen-Ischlag 595750 / 212950 | Gruppe von 20 Grabhügeln aus der Hallstattzeit. |
| ja   | Datei hochladen · Wikidata zu Reformierte Kirche und ehemaliges Pfarrhaus (Q29652112) | Reformierte Kirche und ehemaliges Pfarrhaus KGS-Nr.: 00923 | B    | G   | Dorfstrasse 17, 21 593940 / 212750   | 1513 erbautes Kirchengebäude im spätgotischen Stil (anstelle von zwei Vorgängerbauten des 12. und 13. Jahrhunderts), bis zur Reformation dem Heiligen Stephan geweiht. Saalkirche mit polygonalem Chor, der Frontturm stammt aus dem 14. Jahrhundert und wurde 1840 erhöht. Daneben steht das in der ersten Hälfte des 19. Jahrhunderts erbaute ehemalige Pfarrhaus, ein wohlproportionierter Fachwerkbau mit Ründe. |

## Übrige Baudenkmäler
Hinweis: Anstelle der KGS-Nummer wird als Objekt-Identifikator (ID) die Grundstücksnummer verwendet.
| ID       | Foto |                                                                                             | Objekt                                           | Typ | Standort                         | Beschreibung |
| -------- | ---- | ------------------------------------------------------------------------------------------- | ------------------------------------------------ | --- | -------------------------------- | ------------ |
| 370      | ja   | Datei hochladen · Wikidata zu Pfarrhaus (1674–1676) (Q117090148)                            | Pfarrhaus (1674–1676)                            | G   | Dorfstrasse 10 593936 / 212690   |              |
| 531; 532 | BW   | Datei hochladen                                                                             | Brücke (Mitte 19. Jh.)                           | G   | Inselmatt N.N. 592400 / 211580   |              |
| 883      | ja   | Datei hochladen · Wikidata zu Restaurant zum Goldenen Krug (1. Hälfte 19. Jh.) (Q124547120) | Restaurant zum Goldenen Krug (1. Hälfte 19. Jh.) | G   | Bernstrasse 61 592364 / 212136   |              |
| 982      | ja   | Datei hochladen                                                                             | Dorfbrunnen (1817)                               | K   | Dorfstrasse N.N. 594109 / 212832 |              |
| 983      | ja   | Datei hochladen                                                                             | Wohnhaus (1911)                                  | G   | Dorfstrasse 24 594123 / 212804   |              |
| 996      | ja   | Datei hochladen                                                                             | Bauernhaus (1835)                                | G   | Dorfstrasse 14 594022 / 212760   |              |
| 1234     | ja   | Datei hochladen                                                                             | Ehemalige Gerberei (1831)                        | G   | Gärbi 9 593823 / 213080          |              |
| 1411     | ja   | Datei hochladen                                                                             | Primarschulhaus (1925)                           | G   | Lyss-Strasse 1 594571 / 215351   |              |
| 1420     | ja   | Datei hochladen                                                                             | Stöckli (1813)                                   | G   | Sägessergässli 1 593764 / 212700 |              |
| 1872     | ja   | Datei hochladen                                                                             | Bauernhaus (18. Jh.)                             | G   | Wilerstrasse 1 592307 / 212106   |              |
| 1916     | ja   | Datei hochladen                                                                             | Stöckli (1827)                                   | G   | Brunnacher 15 594508 / 212941    |              |
| 1980     | BW   | Datei hochladen                                                                             | Speicher mit Ofenraum (um 1750)                  | G   | Dorfstrasse 35 594038 / 212840   |              |
| 1980     | ja   | Datei hochladen                                                                             | Bauernhaus (1857)                                | G   | Dorfstrasse 37 594057 / 212818   |              |
| 2550     | BW   | Datei hochladen                                                                             | Wohnstock (16./17. Jh.)                          | G   | Weingarten 14 592331 / 213760    |              |
| 2691     | BW   | Datei hochladen                                                                             | Mühlestöckli und Ofenhaus (1830)                 | G   | Oeleweg 3 592261 / 212060        |              |
| 3280     | ja   | Datei hochladen                                                                             | Bauernhaus (1803)                                | G   | Chaltebrünne 2 595596 / 213622   |              |
| 3282     | ja   | Datei hochladen                                                                             | Stöckli (um 1850)                                | G   | Chaltebrünne 1 595591 / 213653   |              |
| 3311     | BW   | Datei hochladen                                                                             | Speicher (1682)                                  | G   | Ottiswil 12d 593652 / 215024     |              |
| 3337     | BW   | Datei hochladen                                                                             | Bauernhaus (1811)                                | G   | Weingarten 3 592536 / 213817     |              |
| 3424     | ja   | Datei hochladen                                                                             | Ehemaliges Bauernhaus (1. Viertel 19. Jh.)       | G   | Wysserain 7 594306 / 213225      |              |
| 3446     | BW   | Datei hochladen                                                                             | Speicher (1. Hälfte 18. Jh.)                     | G   | Büünegasse 17b 594261 / 212613   |              |
| 3527     | ja   | Datei hochladen                                                                             | Ofenhaus (2. Hälfte 19. Jh.)                     | G   | Chaltebrünne 5a 595689 / 213593  |              |
| 3539     | BW   | Datei hochladen                                                                             | Villa (1899)                                     | G   | Oberdörfli 1 592805 / 211367     |              |
| 3660     | BW   | Datei hochladen                                                                             | Kleinbauernhaus (1820)                           | G   | Erle 5 594158 / 215038           |              |
| 3857     | BW   | Datei hochladen                                                                             | Bauernhaus (1905)                                | G   | Flue 4 595067 / 214441           |              |
| 3914     | ja   | Datei hochladen                                                                             | Bauernhaus (1836)                                | G   | Subergfeld 19 592617 / 212138    |              |